# V kadencja Sejmu Krajowego Galicji
V kadencja Sejmu Krajowego Galicji – piąta kadencja Sejmu Krajowego Galicji, odbywająca się w latach 1882–1889 we Lwowie.

## Sesje Sejmu

### I sesja
Pierwsza sesja odbyła się w dniach 15 września - 24 października 1883 oraz 2 września - 10 września 1884. Marszałkiem krajowym był Mikołaj Zyblikiewicz, zastępcą  Sylwestr Sembratowycz, namiestnikiem i komisarzem rządowym Filip Zaleski.
W czasie sesji powołano 14 komisji (zwanych wydziałami), odbyto 29 posiedzeń.

### II sesja
Druga sesja odbyła się w dniach 12 września - 23 października 1884. Marszałkiem krajowym był Mikołaj Zyblikiewicz, zastępcą Sylwester Sembratowycz, namiestnikiem i komisarzem rządowym Filip Zaleski.
W czasie sesji powołano 14 komisji, odbyto 25 posiedzeń.

### III sesja
Trzecia sesja odbyła się w dniach 25 listopada 1885 – 23 stycznia 1886. Marszałkiem krajowym był Mikołaj Zyblikiewicz, zastępcą Sylwester Sembratowycz, namiestnikiem i komisarzem rządowym Filip Zaleski (od 29 grudnia 1885 komisarzem rządowym był Edward Rittner).
W czasie sesji powołano 15 komisji, odbyto 28 posiedzeń.

### IV sesja
Czwarta sesja odbyła się w dniach 9 grudnia 1886 – 25 stycznia 1887. Marszałkiem krajowym był Jan Tarnowski, zastępcą Sylwester Sembratowycz, namiestnikiem i komisarzem rządowym Filip Zaleski.
W czasie sesji powołano 14 komisji, odbyto 19 posiedzeń.

### V sesja
Piąta sesja odbyła się w dniach 24 listopada 1887 – 21 stycznia 1888 oraz 10 września – 14 września 1888. Marszałkiem krajowym był Jan Tarnowski, zastępcą Sylwester Sembratowycz, namiestnikiem i komisarzem rządowym Filip Zaleski, jego stałym zastępcą Kazimierz Laskowski.
W czasie sesji powołano 15 komisji, odbyto 31 posiedzeń.

### VI sesja
Szósta sesja odbyła się w dniach 15 września - 19 października 1888 i 3 stycznia – 26 stycznia 1889. Marszałkiem krajowym był Jan Tarnowski, zastępcą Sylwester Sembratowycz, namiestnikiem i komisarzem rządowym Filip Zaleski oraz Hermann Loebl.
W czasie sesji powołano 14 komisji, odbyto 40 posiedzeń.

## Skład Sejmu

### Wiryliści
- Franciszek Ksawery Wierzchleyski – rzymskokatolicki arcybiskup lwowski (od 1885 Seweryn Tytus Morawski)
- Sylwestr Sembratowycz – greckokatolicki arcybiskup lwowski
- Izaak Mikołaj Isakowicz – ormiańskokatolicki arcybiskup lwowski
- Józef Alojzy Pukalski – rzymskokatolicki biskup tarnowski
- Łukasz Solecki – rzymskokatolicki biskup przemyski
- Albin Dunajewski – rzymskokatolicki biskup krakowski
- Jan Saturnin Stupnicki – greckokatolicki biskup przemyski
- Julian Pełesz – greckokatolicki biskup stanisławski (od 1885)

Rektorzy Uniwersytetu Lwowskiego (obsadzali miejsca, jeżeli w czasie ich rocznej kadencji wypadała sesja Sejmu):
- Bronisław Radziszewski (1883)
- Edward Rittner (1884)
- Wawrzyniec Żmurko (1885)
- Euzebiusz Czerkawski (1887)
- Leonard Piętak (1888)

Rektorzy Uniwersytetu Jagiellońskiego (obsadzali miejsca, jeżeli w czasie ich rocznej kadencji wypadała sesja Sejmu):
- Józef Pelczar (1883)
- Udalryk Heyzmann (1884)
- Józef Łepkowski (1885)
- Stanisław Kostka Tarnowski (1886)
- Stanisław Spis (1886)
- Franciszek Kasparek (1888-1889)

### Posłowie obieralni

#### I kuria
- 1. Obwód krakowski:
  - Jan Popiel
  - Henryk Wodzicki (zmarł w 1885, na jego miejsce 29 października 1885 obrano Michała Bobrzyńskiego)
  - Stanisław Madeyski
  - Stanisław Kostka Tarnowski
  - Kazimierz Badeni
  - Antoni Wrotnowski
- 2. Obwód brzeżański:
  - Józef Wereszczyński
  - Emil Torosiewicz
  - Alfons Czajkowski
- 3. Obwód przemyski:
  - Jerzy Czartoryski
  - Zygmunt Dembowski
  - Seweryn Smarzewski
- 4. Obwód złoczowski:
  - Apolinary Jaworski
  - Tadeusz Wasilewski
  - Wincenty Gnoiński
- 5. Obwód czortkowski:
  - Walerian Podlewski (zmarł w 1885, na jego miejsce 10 listopada 1885 obrano Jana Gnoińskiego)
  - Edward Błażowski (na jego miejsce 10 czerwca 1884 obrano Erazma Wolańskiego, po jego śmierci 24 listopada 1886 obrano na to miejsce Włodzimierza Siemiginowskiego)
  - Roman Czartoryski (zmarł w 1887, na jego miejsce 27 października 1887 obrano Leona Sapiehę)
- 6. Obwód tarnowski:
  - Eustachy Sanguszko
  - Tadeusz Langie
  - Władysław Koziebrodzki
- 7. Obwód tarnopolski:
  - Szczęsny Koziebrodzki
  - Ignacy Mochnacki
  - Klemens Żywicki
- 8. Obwód sanocki:
  - August Gorayski
  - Stanisław Gniewosz
  - Teofil Żurowski (złożył mandat 6 października 1883, ponieważ został wybrany w Lisku, na jego miejsce obrano Zygmunta Kozłowskiego, który złożył mandat 16 października 1884, jednak został powtórnie wybrany 29 października 1885)
- 9. Obwód samborski:
  - Piotr Gross (19 października 1878 zrzekł się mandatu, obrany powtórnie 2 grudnia 1878)
  - Antoni Małecki
  - Tadeusz Skałkowski
- 10. Obwód żółkiewski:
  - ks. Tyt Kowalśkyj
  - Tomisław Rozwadowski
  - Bojomir Żarski
- 11. Obwód sądecki:
  - Gustaw Romer
  - Tadeusz Pilat
- 12. Obwód rzeszowski:
  - Edward Jędrzejowicz
  - Roger Łubieński
- 13. Obwód stryjski:
  - Dawid Abrahamowicz
  - Oktaw Pietruski
- 14. Obwód stanisławowski:
  - Wojciech Dzieduszycki
  - Stanisław Matkowski (na jego miejsce 29 października 1885 obrano Stanisława Brykczyńskiego)
- 15. Obwód kołomyjski:
  - Jan Kapri
  - Antoni Golejewski
- 16. Obwód lwowski:
  - Włodzimierz Russocki (wybrany w tym okręgu Dawid Abrahamowicz nie przyjął mandatu)

#### II kuria
- Edward Simon (Izba lwowska)
- Arnold Rappaport (Izba krakowska)
- Otto Hausner (Izba brodzka. Zrzekł się mandatu, kandydując w IV kurii w Brodach, na jego miejsce 27 października 1885 obrano Filipa Zuckera. Zmarł on w 1887, na jego miejsce 25 października 1887 obrano Maurycego Rosenstocka)

#### III kuria
- 1. Okręg Lwów:
  - Euzebiusz Czerkawski
  - Bernard Goldmann
  - Franciszek Jan Smolka
  - Tadeusz Romanowicz
- 2. Okręg Kraków:
  - Józef Majer
  - Ferdynand Weigel
  - Leon Wojciech Chrzanowski
- 3. Okręg Przemyśl:
  - Walery Waygart
- 4. Okręg Stanisławów:
  - Ignacy Kamiński (jego wybór unieważniono 4 września 1884, na jego miejsce obrano 4 września 1888 Leona Bilińskiego)
- 5. Okręg Tarnopol:
  - Henryk Max
- 6. Okręg Brody:
  - Józef Simon (na jego miejsce 28 października 1885 obrano Ottona Hausnera)
- 7. Okręg Jarosław:
  - Władysław Badeni (po jego śmierci 4 września 1888 obrano Karola Bartoszewskiego)
- 8. Okręg Drohobycz:
  - Florian Ziemiałkowski
- 9. Okręg Biała:
  - Jan Rosner
- 10. Okręg Nowy Sącz:
  - Julian Dunajewski
- 11. Okręg Tarnów:
  - Ryszard Zawadzki (zmarł w 1887, na jego miejsce 27 października 1887 obrano Witolda Rogoyskiego)
- 12. Okręg Rzeszów:
  - Alojzy Rybicki
- 13. Okręg Sambor:
  - Mikołaj Zyblikiewicz (zmarł w 1887, na jego miejsce obrano Edwarda Uderskiego)
- 14. Okręg Stryj:
  - Filip Fruchtman
- 15. Okręg Kołomyja:
  - Ludwik Wierzbicki

#### IV kuria
Według numerów okręgów wyborczych:
1. Okręg Lwów-Winniki-Szczerzec – Teofil Merunowicz
2. Okręg Gródek-Janów – Edward Weissman
3. Okręg Brzeżany-Przemyślany – Roman Potocki
4. Okręg Bóbrka-Chodorów – Seweryn Henzel
5. Okręg Rohatyn-Bursztyn – Mieczysław Onyszkiewicz
6. Okręg Podhajce-Kozowa – Alfred Józef Potocki
7. Okręg Zaleszczyki-Tłuste – Antoni Chamiec
8. Okręg Borszczów-Mielnica – Mieczysław Dunin Borkowski
9. Okręg Czortków-Jazłowiec-Budzanów – Mikołaj Wolański
10. Okręg Kopyczyńce-Husiatyn - ks. Mykoła Siczynski
11. Okręg Kołomyja-Gwoździec-Peczeniżyn – Eugeniusz Kuczkowski
12. Okręg Horodenka-Obertyn – Michał Lenartowicz
13. Okręg Kosów-Kuty – Filip Zaleski
14. Okręg Śniatyń-Zabołotów – Tytus Siengalewicz (lub Sięgalewicz, złożył mandat 22 listopada 1887, na jego miejsce wybrano w 1888 Stefana Moysę-Rosochackiego)
15. Okręg Przemyśl-Niżankowice – Adam Stanisław Sapieha
16. Okręg Jarosław-Sieniawa-Radymno – Stefan Zamoyski
17. Okręg Jaworów-Krakowiec – Jan Kanty Szeptycki
18. Okręg Mościska-Sądowa Wisznia – Stanisław Stadnicki
19. Okręg Sambor-Stare Miasto-Stara Sól – Teofil Bereżnyćkyj
20. Okręg Turka-Borynia – Władysław Łoziński
21. Okręg Drohobycz-Podbuż – Ksenofont Ochrymowycz
22. Okręg Rudki-Komarno – Henryk Janko (zmarł w grudniu 1887, na jego miejsce 3 września 1888 wybrano Karola Lanckorońskiego)
23. Okręg Łąka-Medenice – Stanisław Tarnowski
24. Okręg Sanok-Rymanów-Bukowsko – Zenon Słonecki
25. Okręg Lisko-Baligród-Lutowiska – Aleksander Iskrzycki (wybrany niewielką przewagą głosów, złożył mandat 27 września 1883, uznano wybór Teofila Żurowskiego)
26. Okręg Dobromil-Ustrzyki-Bircza – Antoni Tyszkowski
27. Okręg Dubiecko-Brzozów – Konstanty Bobczyński
28. Okręg Stanisławów-Halicz – Edward Gorecki (zatwierdzenie wyboru odłożono do wyjaśnienia protestów, uznano wybór 16 października 1883)
29. Okręg Bohorodczany-Sołotwina – Aleksander Łukasiewicz (zmarł w 1885, na jego miejsce 17 października 1885 obrano Kornela Strassera)
30. Okręg Monasterzyska-Buczacz – Władysław Wolański
31. Okręg Nadwórna-Delatyn - ks. Kornyło Mandyczewski
32. Okręg Tyśmienica-Tłumacz - ks. Franciszek Sawa
33. Okręg Stryj-Skole – Mykoła Antonewycz
34. Okręg Dolina-Bolechów-Rożniatów – Apolinary Hoppen (zmarł w 1886, na jego miejsce 30 listopada 1886 obrano Mariana Mazarakiego)
35. Okręg Kałusz-Wojniłów – Julijan Romanczuk
36. Okręg Mikołajów-Żurawno – Józef Wernicki
37. Okręg Tarnopol-Ihrowica-Mikulińce – Juliusz Korytowski
38. Okręg Skałat-Grzymałów – Kazimierz Grocholski (zmarł w 1888, nikogo już nie wybrano)
39. Okręg Zbaraż-Medyń - ks. Stepan Kaczała (zmarł w końcu 1888)
40. Okręg Trembowla-Złotniki – Bolesław Rozwadowski
41. Okręg Złoczów-Gliniany – Bolesław Augustynowicz
42. Okręg Łopatyn-Brody-Radziechów – Stanisław Badeni
43. Okręg Busk-Kamionka Strumiłowa-Olesko – Tadeusz Dzieduszycki
44. Okręg Załośce-Zborów – Maciej Kaszewko
45. Okręg Żółkiew-Kulików-Mosty Wielkie – Petro Linynśkyj
46. Okręg Bełz-Uhnów-Sokal – Stanisław Polanowski
47. Okręg Lubaczów-Cieszanów – Władysław Leon Sapieha
48. Okręg Rawa-Niemirów – Feliks Biliński
49. Okręg Kraków-Mogiła-Liszki-Skawina – Jan Stanisław Mieroszewski (na jego miejsce 30 listopada 1886 obrano Sobiesława Mieroszewskiego)
50. Okręg Chrzanów-Jaworzno-Krzeszowice – Artur Władysław Potocki
51. Okręg Bochnia-Niepołomice-Wiśnicz – Franciszek Hoszard
52. Okręg Brzesko-Radłów-Wojnicz – Jan Stadnicki
53. Okręg Wieliczka-Podgórze-Dobczyce – Leopold Płaziński
54. Okręg Jasło-Brzostek-Frysztak – Feliks Buchwald (zmarł w 1887, na jego miejsce 3 września 1888 obrano Franciszka Mycielskiego)
55. Okręg Gorlice-Biecz – Adam Skrzyński
56. Okręg Dukla-Krosno-Żmigród – Stanisław Michał Starowieyski
57. Okręg Rzeszów-Głogów – Adam Jędrzejowicz
58. Okręg Łańcut-Przeworsk – Karol Scipio del Campo
59. Okręg Leżajsk-Sokołów-Ulanów – Stanisław Jędrzejowicz
60. Okręg Rozwadów-Tarnobrzeg-Nisko – Jan Tarnowski
61. Okręg Tyczyn-Strzyżów – Ludwik Wodzicki
62. Okręg Nowy Sącz-Grybów-Ciężkowice – Władysław Żuk-Skarszewski
63. Okręg Stary Sącz-Krynica – Aleksander Zborowski
64. Okręg Nowy Targ-Krościenko – Feliks Pławicki
65. Okręg Limanowa-Skrzydlna – Władysław Struszkiewicz
66. Okręg Tarnów-Tuchów - ks. Adam Kopyciński
67. Okręg Dąbrowa-Żabno – Józef Męciński
68. Okręg Dębica-Pilzno – Jan Kochanowski (złożył mandat, został ponownie wybrany 16 czerwca 1885, na jego miejsce 3 września 1888 obrano Czesława Łozińskiego)
69. Okręg Ropczyce-Kolbuszowa – Zdzisław Tyszkiewicz
70. Okręg Mielec-Zassów – Mieczysław Rey
71. Okręg Wadowice-Kalwaria-Andrychów – Fryderyk Zoll
72. Okręg Kenty-Biała-Oświęcim – Stanisław Klucki
73. Okręg Myślenice-Jordanów-Maków – Czesław Lasocki
74. Okręg Żywiec-Ślemień-Milówka – Józef Łazarski (na jego miejsce 30 listopada 1886 obrano Antoniego Michałowskiego)